# Mariotto Albertinelli
Mariotto di Bindo di Biagio Albertinelli (n. 13 octombrie 1474, Florența, Republica Florentină – d. 5 noiembrie 1515, Florența, Republica Florentină) a fost un pictor italian renascentist activ în Florența. A fost un prieten apropiat și colaborator al lui Fra Bartolomeo.
Unele dintre lucrările sale au fost descrise ca fiind „arhaice” sau „conservatoare”; altele sunt considerate exemplare ale clasicismului grandios al artei Renașterii înalte.

## Viața și opera
Albertinelli s-a născut la Florența, în familia unui meșter care bătea monezi de aur. A fost elevul lui Cosimo Rosselli, în atelierul căruia l-a cunoscut pe Baccio della Porta, cunoscut mai târziu sub numele de Fra Bartolomeo. Cei doi erau atât de apropiați încât în 1494 au format o „compagnia” sau parteneriat, în cadrul căruia exploatau un atelier comun și împărțeau profiturile pentru tot ceea ce se producea în cadrul acestuia. Parteneriatul a durat până în 1500, când Baccio s-a alăturat ordinului dominican și a petrecut doi ani în mănăstire.

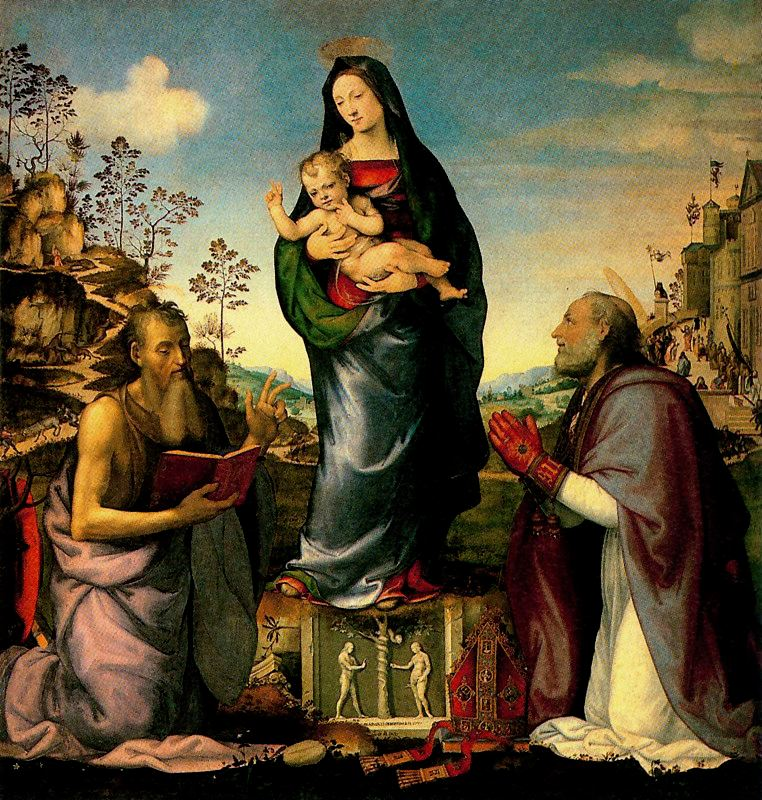
Madona și pruncul cu sfinții Ieronim și Zenobius, 1508. Paris, Luvru.

La începutul carierei sale, Albertinelli a fost angajat de Alfonsina Orsini, soția lui Piero al II-lea de Medici și mama lui Lorenzo al II-lea de Medici. Lucrările sale din această perioadă sunt toate lucrări la scară mică, executate într-o tehnică minuțioasă și delicată și într-un stil derivat din lucrările principalului elev al lui Rosselli, Piero di Cosimo⁠(d), precum și din cele ale lui Lorenzo di Credi⁠(d) și Perugino. La fel ca mulți pictori florentini, Albertinelli a fost, de asemenea, receptiv la influența picturii flamande contemporane.
Cele mai vechi lucrări ale lui Albertinelli includ un mic triptic al Madonei și Pruncului cu Sfintele Ecaterina și Barbara (1500) la Museo Poldi Pezzoli din Milano și un alt triptic al Madonei și Pruncului cu sfinți, îngeri și diverse scene religioase la Musée des Beaux- Arte în Chartres. Din această perioadă datează probabil și câteva panouri cu Scene din Geneză, aflate la Institutul Courtauld din Londra, Galeria Strossmayer din Zagreb, Accademia Carrara⁠(d) din Bergamo și Muzul de Artă Harvard din Cambridge.
În 1503 Albertinelli a semnat și datat cea mai cunoscută lucrare a sa, un altar pentru capela Sant'Elisabetta della congrega dei Preti din San Michele alle Trombe, Florența (în prezent Uffizi). Panoul central al acestei lucrări înfățișează Vizita și predela Buna Vestire, Nașterea și circumcizia lui Hristos. Compoziția piramidală, arhitectura clasică a fundalului și contrastele pronunțate de lumină și întuneric fac din pictură un exemplu prin excelență al artei Renașterii înalte.

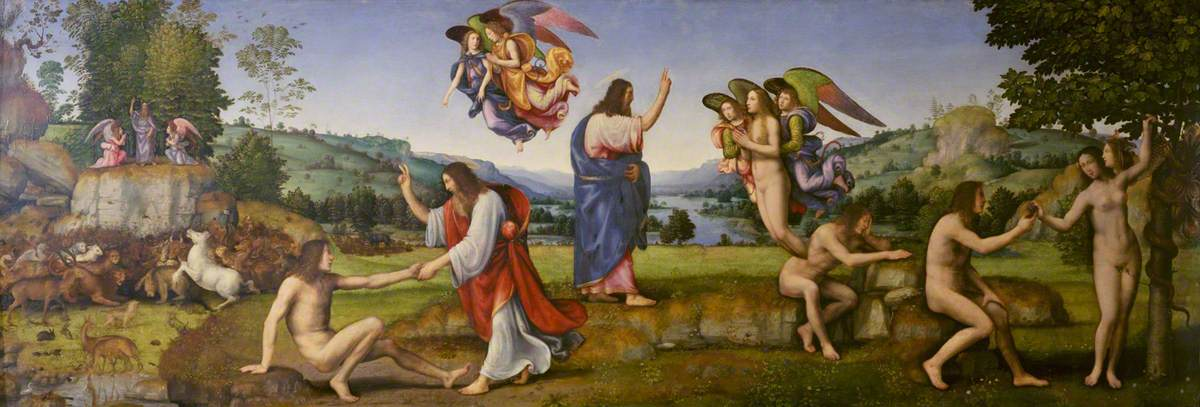
Creația și căderea omului, anii 1490. Londra, Galeria Courtauld.

Tot în 1503 Albertinelli a intrat într-un nou parteneriat cu Giuliano Bugiardini⁠(d), care a durat până în 1509, când Albertinelli și-a reluat parteneriatul cu Fra Bartolomeo. În acest moment, Fra Bartolomeo și Albertinelli au practicat stiluri similare și au colaborat ocazional. De exemplu, Kress Tondo, aflat acum în Muzeul de Artă Columbia, a fost atribuit anterior lui Fra Bartolomeo, dar acum se crede că este opera lui Albertinelli, care a folosit desenul caricatural al lui Fra Bartolomeo sau desenul pregătitor la scară al acestuia. Buna Vestire de la Musée d'Art et d'Histoire din Geneva este semnată și datată (1511) de ambii artiști. Parteneriatul a luat sfârșit în ianuarie 1513, după cum reiese dintr-un document care stipula împărțirea proprietăților atelierului.
Potrivit lui Giorgio Vasari care l-a evocat pe Albertinelli în Viețile celor mai excelenți pictori, sculptori și arhitecți, acesta a trăit ca un libertin și era pasionat de viața bună și de femei. Se pare că Albertinelli a avut probleme financiare și a operat o tavernă pentru a-și suplimenta veniturile ca pictor. La sfârșitul vieții, nu a putut să-și ramburseze unele dintre datorii, inclusiv una față de Rafael. Soția sa, Antonia, cu care s-a căsătorit în 1506, i-a rambursat o parte din împrumuturi. Printre mulți studenți ai săi s-au numărat Franciabigio⁠(d), Jacopo da Pontormo și Innocenzo da Imola⁠(d).